# Vitesse de front
En mécanique ondulatoire, la vitesse de front est la vitesse à laquelle la première montée d'une onde qui croise l'axe horizontal se déplace.
En mathématiques, ce terme est utilisé pour décrire la vitesse de propagation d'un front dans la solution d'une équation aux dérivées partielles hyperbolique.

## Différents types de vitesses
Différents types de vitesses peuvent être associés aux propagations de perturbations. 
Par exemple, considérer la modulation d'amplitude d'une onde électromagnétique. La vitesse de phase est la vitesse de l'onde porteuse sous-jacente et la vitesse de groupe est la vitesse de la modulation (aussi appelée l'enveloppe). 
Les premiers chercheurs sur les ondes  ont pensé que la vitesse de groupe coïncidait avec la vitesse à laquelle l'information voyageait. Aujourd'hui, les chercheurs savent que cette vitesse peut excéder la vitesse de la lumière sous certaines conditions, ce qui laisse soupçonner que la relativité restreinte est erronée. Des chercheurs ont déterminé ce qui constitue un signal.
Par définition, un signal implique une (nouvelle) information qui ne peut être prédite à partir de l'évolution antérieure de l'onde. L'une des formes possibles d'un signal (au point d'émission) est :
{\displaystyle f(t)=u(t)\sin \omega t\,,}
où u(t) est la fonction de Heaviside. En appliquant cette forme à un signal lumineux, on peut démontrer, à la condition que l'indice de réfraction d'un médium tend vers 1 lorsque la fréquence tend vers l'infini (donc, que la vitesse de l'onde se rapproche de plus en plus de la vitesse de la lumière dans ce médium) que la discontinuité ondulatoire, appelée « front », se propage à une vitesse moindre ou égale à la vitesse de la lumière.
Dans les faits, le front d'une perturbation électromagnétique voyage à la vitesse de front, qui est c dans ce cas, peu importe le medium,.
Dans tous les cas, le processus commence toujours avec une amplitude zéro et croît.